# Die Hände am Mast
Die Hände am Mast ist eine Erzählung von Werner Bergengruen, die 1948 in Zürich erschien.
Der Seemann Markiewicz, einziger Überlebender des Schiffbruchs der „Roten Marie“, wird an Land vom Mast des Schmugglerschiffes erschlagen.

## Inhalt
Seebären sind sie durchweg, die alten Fahrensleute um den Baron. Weiße schlanke Hände hat er, der feine Herr und verurteilte Falschspieler. Die Hände der Ostseemänner hingegen, der Mannschaft der „Roten Marie“ also, des Fischkutters, der unter honduranischer Flagge fährt, sind von grober Seemannsarbeit gezeichnet und durchweg tätowiert. Man schmuggelt weißen Spiritus in Blechkanistern. Die Stadtbeamten hetzen dem Baron den Zollkutter hinterher. Da nützt auch die Hilfsmaschine auf dem kräftigen Segler „Rote Marie“ nichts. Das Schmugglerschiff bekommt auf der Flucht zwei Treffer in die Planken, überlebt den nächsten Sturm nicht und strandet hinter Pedlangen in der Nähe des Kaiserkruges. Pumpur, der Wirt, päppelt mit seiner Schwester Mihle den lädierten Markiewicz hoch. Mihle will das Wrack der „Roten Marie“ ausschlachten – z. B. den Mast, der noch steht, bergen und verkaufen. Eile ist geboten, denn die See könnte sich das Wrack jederzeit holen. Mihle muss den Bruder und Markiewicz zu der Aktion überreden, aber die energische Frau schafft das. Die Bergung des Mastes gelingt zu dritt. Nun muss der Mast am Strand noch auf das bereitstehende Pferdefuhrwerk bugsiert werden. Beim Hieven hat Markiewicz eine Vision vom Untergang der „Roten Marie“: Er sieht wieder die schlanken weißen Hände des Barons, die den Mast „in irrer Todesangst“ umklammern. Und zuvor gingen Markiewicz die letzten Augenblicke auf der strandenden „Roten Marie“ durch den Kopf: Er, Markiewicz, war es, der die Hände des Barons vom Mast riss, um das nackte Leben zu retten. Während der Vision lässt Markiewicz den Mast beim Hieven los und wird von ihm erschlagen.

## Form
Die meisterhafte Sprache ist dem Seefahrermilieu angemessen. Markiewiczs Vision von den weißen Händen am Mast wird über die ganze Erzählung hinweg vorbereitet. Schon am Anfang des Textes wird erzählt, wie der abergläubische Seemann den Mast so präpariert, dass die Männer gegen die stürmische See gefeit sein sollen. Und auch während des weiteren Erzählens ist die Abneigung Markiewiczs gegen das Bergen des Mastes, „den er selber dem Schiff angetraut hat“, spürbar. Bergengruen erzeugt eine bedrückend dichte Atmosphäre um den Schiffsuntergang, und der Autor erzeugt obendrein Gänsehaut im Lesernacken – z. B. wenn Ostseefische bei starkem Sturm sich plötzlich, entgegen menschlicher Erfahrung, akustisch artikulieren. Fische brüllen, lachen, pfeifen, kreischen, kichern!

## Zitat
Was stehst du da wie ein gefrorenes Handtuch?